# Белень (Лодзинське воєводство)
Белень (пол. Beleń) — село в Польщі, у гміні Заполиці Здунськовольського повіту Лодзинського воєводства.
Населення — 244 особи (2011).
У 1975-1998 роках село належало до Серадзького воєводства.

## Демографія
Демографічна структура станом на 31 березня 2011 року:
|          | Загалом | Допрацездатний вік | Працездатний вік | Постпрацездатний вік |
| -------- | ------- | ------------------ | ---------------- | -------------------- |
| Чоловіки | 128     | 30                 | 89               | 9                    |
| Жінки    | 116     | 27                 | 62               | 27                   |
| Разом    | 244     | 57                 | 151              | 36                   |